# Матела (Пеналва-ду-Каштелу)
Матела (порт. Matela) — район (фрегезия) в Португалии, входит в округ Визеу. Является составной частью муниципалитета Пеналва-ду-Каштелу. Находится в составе крупной городской агломерации Большое Визеу. По старому административному делению входил в провинцию Бейра-Алта. Входит в экономико-статистический субрегион Дан-Лафойнш, который входит в Центральный регион. Население составляет 226 человек на 2001 год. Занимает площадь 8,26 км².